# Landkreis Öhringen
Der Landkreis Öhringen war ein Landkreis in Baden-Württemberg, der im Zuge der Kreisreform am 1. Januar 1973 aufgelöst wurde.

## Geografie

### Lage
Der Landkreis Öhringen lag im Nordosten Baden-Württembergs. 
Geografisch hatte er Anteil an der Hohenloher Ebene und an den Waldenburger Bergen. Den Landkreis durchzog der Kocher, ein rechter Nebenfluss des Neckars.

### Nachbarkreise
Seine Nachbarkreise waren 1972 im Uhrzeigersinn beginnend im Norden Künzelsau, Schwäbisch Hall und Heilbronn.

## Geschichte
Das Gebiet des Landkreises Öhringen gehörte vor 1800 hauptsächlich zum Fürstentum Hohenlohe. Aufgrund der Auswirkungen des Reichsdeputationshauptschlusses kam das Gebiet an Württemberg, wo es zunächst zum Oberamt Neuenstein im Kreis Öhringen gehörte. 1810/11 wurde es Bestandteil des neu gegründeten Oberamts Öhringen innerhalb der Landvogtei an der Jagst und ab 1818 gehörte dieses zum Jagstkreis (der 1924 aufgelöst wurde). 1926 wurde das benachbarte Oberamt Weinsberg aufgelöst und Teile davon dem Oberamt Öhringen eingegliedert. 1934 wurde das Oberamt Öhringen in Kreis Öhringen umbenannt und 1938 erfolgte die Überführung in den Landkreis Öhringen.
Die Teilung Württembergs aufgrund der Besatzung nach dem Zweiten Weltkrieg führte zur Zugehörigkeit zum neuen Land Württemberg-Baden. Mit der Länderneugliederung im Südwesten Deutschlands kam der Landkreis 1952 zu Baden-Württemberg und wurde dem Regierungsbezirk Nordwürttemberg zugeschlagen. Durch die Gemeindereform ab 1970 veränderte sich das Kreisgebiet in vier Fällen. Am 1. Januar 1972 wurde die Gemeinde Muthof, Landkreis Künzelsau, in die Stadt Forchtenberg eingemeindet und kam somit zum Landkreis Öhringen. Ebenso kamen Eschental und Goggenbach am 1. Januar 1972 vom Landkreis Schwäbisch Hall zum Landkreis Öhringen, weil sie nach Kupferzell eingegliedert wurden. Am 1. April 1972 wurde die Gemeinde Gaisbach in die Stadt Künzelsau eingegliedert und verließ somit den Landkreis Öhringen.
Mit Wirkung vom 1. Januar 1973 wurde der Landkreis Öhringen aufgelöst und seine Gemeinden überwiegend dem neu gebildeten Hohenlohekreis zugeordnet, der damit Rechtsnachfolger des Landkreises Öhringen wurde. Drei Gemeinden kamen zum Landkreis Heilbronn.

### Einwohnerentwicklung
Alle Einwohnerzahlen sind Volkszählungsergebnisse.
| Jahr               | Einwohner |
| ------------------ | --------- |
| 17. Mai 1939       | 30.247    |
| 13. September 1950 | 42.021    |

| Jahr         | Einwohner |
| ------------ | --------- |
| 6. Juni 1961 | 43.587    |
| 27. Mai 1970 | 48.781    |

## Politik

### Landrat
Die Oberamtmänner von 1809 bis 1938 sind im Artikel Oberamt Öhringen dargestellt.
Landräte des Landkreises Öhringen von 1938 bis 1972:
- 1938–1944: Artur Fiederer
- 1944–1945: Richard Franck (als Amtsverweser)
- 1945–1946: Fritz Eppinger
- 1946–1948: Max von Lütgendorff-Leinburg
- 1948–1951: Georg Lenkner
- 1952–1971: Friedrich Bauer
- 1971–1972: Franz Anton Susset (Amtsverweser)

### Wappen
Das Wappen des Landkreises Öhringen zeigte in von Silber und Rot gespaltenem Schild vorne übereinander zwei linksgewendete, schreitende, rotbezungte schwarze Leoparden, hinten zwei schräg gekreuzte silberne Schlüssel. Das Wappen wurde dem Landkreis Öhringen am 22. November 1954 vom Innenministerium Baden-Württemberg verliehen.
Die Leoparden entstammen dem Wappen der Herren von Hohenlohe, die Schlüssel entsprechen dem auch im Wappen der Kreisstadt Öhringen gezeigten Attribut des heiligen Petrus, des Patrons des Stifts Öhringen.

## Wirtschaft und Infrastruktur

### Verkehr
Durch das Kreisgebiet führte die Bundesautobahn 6 sowie mehrere Landes- und Kreisstraßen.

## Gemeinden
Zum Landkreis Öhringen gehörten ab 1938 zunächst 51 Gemeinden, davon 5 Städte.
Am 7. März 1968 stellte der Landtag von Baden-Württemberg die Weichen für eine Gemeindereform. Mit dem Gesetz zur Stärkung der Verwaltungskraft kleinerer Gemeinden war es möglich, dass sich kleinere Gemeinden freiwillig zu größeren Gemeinden vereinigen konnten. Den Anfang im Landkreis Öhringen machten am 1. Januar 1971 zwei Gemeinden, die sich mit ihrer Nachbargemeinde vereinigten und zwar Oberohrn mit der Gemeinde Pfedelbach und Obersteinbach mit der Stadt Waldenburg. In der Folgezeit reduzierte sich die Zahl der Gemeinden stetig, bis der Landkreis Öhringen schließlich am 1. Januar 1973 fast ganz im Hohenlohekreis aufging.
Die größte Gemeinde des Landkreises war die Kreisstadt Öhringen. Die kleinste Gemeinde war Siebeneich.
In der Tabelle stehen die Gemeinden des Landkreises Öhringen vor der Gemeindereform. Die Einwohnerangaben beziehen sich auf die Volkszählungsergebnisse in den Jahren 1961 und 1970.
| frühere Gemeinde             | heutige Gemeinde | heutiger Landkreis | Einwohner am 6. Juni 1961 | Einwohner am 27. Mai 1970 |
| ---------------------------- | ---------------- | ------------------ | ------------------------- | ------------------------- |
| Adolzfurt                    | Bretzfeld        | Hohenlohekreis     | 780                       | 974                       |
| Baumerlenbach                | Öhringen         | Hohenlohekreis     | 374                       | 366                       |
| Bitzfeld                     | Bretzfeld        | Hohenlohekreis     | 683                       | 869                       |
| Bretzfeld                    | Bretzfeld        | Hohenlohekreis     | 833                       | 950                       |
| Büttelbronn                  | Öhringen         | Hohenlohekreis     | 446                       | 450                       |
| Cappel                       | Öhringen         | Hohenlohekreis     | 475                       | 777                       |
| Dimbach                      | Bretzfeld        | Hohenlohekreis     | 401                       | 470                       |
| Eckartsweiler                | Öhringen         | Hohenlohekreis     | 393                       | 383                       |
| Ernsbach                     | Forchtenberg     | Hohenlohekreis     | 865                       | 983                       |
| Eschelbach                   | Neuenstein       | Hohenlohekreis     | 345                       | 326                       |
| Feßbach                      | Kupferzell       | Hohenlohekreis     | 546                       | 567                       |
| Forchtenberg, Stadt          | Forchtenberg     | Hohenlohekreis     | 1.315                     | 1.484                     |
| Gaisbach                     | Künzelsau        | Hohenlohekreis     | 801                       | 929                       |
| Geddelsbach                  | Bretzfeld        | Hohenlohekreis     | 217                       | 186                       |
| Harsberg                     | Pfedelbach       | Hohenlohekreis     | 593                       | 592                       |
| Kesselfeld                   | Neuenstein       | Hohenlohekreis     | 230                       | 208                       |
| Kirchensall                  | Neuenstein       | Hohenlohekreis     | 389                       | 473                       |
| Kleinhirschbach              | Neuenstein       | Hohenlohekreis     | 427                       | 397                       |
| Kupferzell                   | Kupferzell       | Hohenlohekreis     | 1.525                     | 1.687                     |
| Langenbeutingen              | Langenbrettach   | Heilbronn          | 871                       | 938                       |
| Maienfels                    | Wüstenrot        | Heilbronn          | 1.163                     | 1.229                     |
| Mangoldsall                  | Kupferzell       | Hohenlohekreis     | 389                       | 389                       |
| Michelbach am Wald           | Öhringen         | Hohenlohekreis     | 875                       | 925                       |
| Möglingen                    | Öhringen         | Hohenlohekreis     | 211                       | 218                       |
| Neuenstein, Stadt            | Neuenstein       | Hohenlohekreis     | 2.769                     | 2.989                     |
| Neuhütten                    | Wüstenrot        | Heilbronn          | 1.010                     | 1.178                     |
| Neureut                      | Neuenstein       | Hohenlohekreis     | 179                       | 186                       |
| Obereppach, ab 1969 Grünbühl | Neuenstein       | Hohenlohekreis     | 366                       | 391                       |
| Oberohrn                     | Pfedelbach       | Hohenlohekreis     | 239                       | 262                       |
| Obersöllbach                 | Neuenstein       | Hohenlohekreis     | 272                       | 270                       |
| Obersteinbach                | Waldenburg       | Hohenlohekreis     | 334                       | 351                       |
| Öhringen, Stadt              | Öhringen         | Hohenlohekreis     | 10.050                    | 11.367                    |
| Ohrnberg                     | Öhringen         | Hohenlohekreis     | 663                       | 688                       |
| Orendelsall                  | Zweiflingen      | Hohenlohekreis     | 163                       | 186                       |
| Pfedelbach                   | Pfedelbach       | Hohenlohekreis     | 2.582                     | 3.383                     |
| Rappach                      | Bretzfeld        | Hohenlohekreis     | 385                       | 403                       |
| Scheppach                    | Bretzfeld        | Hohenlohekreis     | 664                       | 726                       |
| Schwabbach                   | Bretzfeld        | Hohenlohekreis     | 532                       | 619                       |
| Schwöllbronn                 | Öhringen         | Hohenlohekreis     | 364                       | 376                       |
| Siebeneich                   | Bretzfeld        | Hohenlohekreis     | 161                       | 151                       |
| Sindringen, Stadt            | Forchtenberg     | Hohenlohekreis     | 610                       | 582                       |
| Unterheimbach                | Bretzfeld        | Hohenlohekreis     | 765                       | 912                       |
| Untersteinbach               | Pfedelbach       | Hohenlohekreis     | 854                       | 869                       |
| Verrenberg                   | Öhringen         | Hohenlohekreis     | 346                       | 414                       |
| Waldbach                     | Bretzfeld        | Hohenlohekreis     | 705                       | 880                       |
| Waldenburg, Stadt            | Waldenburg       | Hohenlohekreis     | 1.489                     | 1.853                     |
| Westernach                   | Kupferzell       | Hohenlohekreis     | 976                       | 980                       |
| Westernbach                  | Zweiflingen      | Hohenlohekreis     | 205                       | 210                       |
| Windischenbach               | Pfedelbach       | Hohenlohekreis     | 453                       | 484                       |
| Wohlmuthausen                | Forchtenberg     | Hohenlohekreis     | 392                       | 376                       |
| Zweiflingen                  | Zweiflingen      | Hohenlohekreis     | 912                       | 925                       |

## Kfz-Kennzeichen
Am 1. Juli 1956 wurde dem Landkreis bei der Einführung der bis heute gültigen Kfz-Kennzeichen das Unterscheidungszeichen ÖHR zugewiesen. Es wurde bis zum 31. Dezember 1972 ausgegeben. Seit dem 10. Februar 2015 ist es aufgrund der Kennzeichenliberalisierung im Hohenlohekreis erhältlich.